# Droit de pétition
Le droit de pétition est le droit accordé aux populations de faire une demande directe au souverain, ou au représentant de l'exécutif. Par extension, il est possible de faire une pétition envers toute personne morale disposant d'un pouvoir.
Une pétition se présente le plus souvent sous la forme d'un ensemble de signatures au bas d'un texte. Ces signatures sont généralement recueillies dans la rue par des volontaires. Avec l'arrivée d'Internet, un certain nombre de sites permettent d'organiser une pétition et de recueillir les signatures en ligne.

## Histoire

### Angleterre
La Pétition des Droits (ou Petition of Right) fut rédigée par le Parlement d'Angleterre en mai 1628 pour mettre fin aux abus du pouvoir royal. Votée par le Parlement en mai 1628, elle fut approuvée par le roi Charles Ier en juin de la même année. Cette pétition confirme le principe du vote exclusif des impôts par le Parlement, l'abolition de la loi martiale en temps de paix, et le droit des détenus à mettre en cause la légalité de leur incarcération, en vertu du décret d’Habeas corpus.

### France
Le droit de pétition a fait débat pendant la Révolution Française.

« Le droit de pétition est un « droit imprescriptible de tout homme en société. Les Français en jouissaient avant que vous fussiez assemblés ; les despotes les plus absolus n’ont jamais contesté formellement ce droit à ceux qu’ils appelaient leurs sujets. Plus un homme est faible et malheureux, plus il a le droit de pétition… ; c’est le droit imprescriptible de tout être intelligent et sensible. Maximilien de Robespierre, Discours du 11 mai 1791. »

Cette approche est reprise dans la loi des 10-18-22 mai 1791 reconnaissant le droit de pétition à « tout individu ».

## Dans le monde

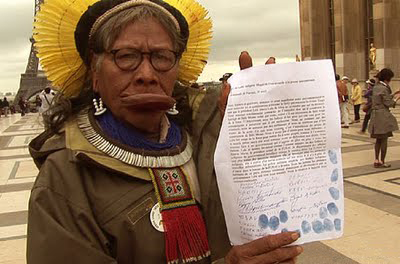
Raoni tenant la pétition internationale contre le projet de barrage de Belo Monte.

### Union européenne
La Charte des droits fondamentaux de l'Union européenne adoptée en 2000 assure le droit de pétition devant le Parlement européen.
Le 6 mai 2009, les eurodéputés ont adopté un rapport de Gérard Onesta proposant une révision des règles de procédure interne concernant le traitement des pétitions. Le Bureau du Parlement pourrait maintenant rédiger certaines correspondances avec les pétitionnaires dans d’autres langues que celles utilisées dans un État membre (par exemple en basque ou en catalan). Sans consensus au sein de la Commission européenne sur la recevabilité d'une requête, la pétition sera néanmoins déclarée recevable à la demande d’au moins un quart des membres de la commission. Quant à la confidentialité, les pétitions deviennent des documents publics, hormis si le pétitionnaire demande expressément de retirer son nom du document, ce qui peut être une source de menace pour une personne dénonçant un problème. Si ce rapport était définitivement approuvé, certaines pétitions pourraient être traitée confidentiellement, sous la responsabilité du parlement.
« Le Parlement européen est confronté à une augmentation du nombre des pétitions et de leurs signataires, ce qui l'a encouragé à affiner les règles de traitement des pétitions (et non celles qui régissent le processus des pétitions) », a souligné le parlement dans un communiqué.

### Canada
Le droit de pétition n'est pas explicitement prévu dans la Charte canadienne des droits et libertés
Toutefois, puisque le droit de pétition est prévu dans le Bill of Rights de 1689, et que le préambule de la Loi constitutionnelle de 1867 intègre les principes de la Constitution britannique à la Constitution du Canada, certains constitutionnalistes soutiennent qu'il fait implicitement partie de la Constitution du Canada.
En outre, le droit de pétition est prévu à l'article 21 d'une loi quasi-constitutionnelle provinciale, la Charte des droits et libertés de la personne.

### France
Le droit de pétition existe depuis la Révolution Française. Il est inscrit dans la Constitution à l'article 72-1.
Depuis la loi constitutionnelle de 2008, le Conseil économique, social et environnemental (CESE) peut être saisi par voie de pétition.
Le seuil de 500 000 signataires de l'article 4-1 inséré par la loi organique no 2010-704 du 28 juin 2010 dans l'ordonnance no 58-1360 du 29 décembre 1958 portant loi organique relative au Conseil économique, social et environnemental est ensuite abaissé à 150 000 signataires par la loi organique no 2021-27 du 15 janvier 2021 :

« Le Conseil économique, social et environnemental peut être saisi par voie de pétition de toute question à caractère économique, social ou environnemental.
La pétition est rédigée en français et adressée par écrit, par voie postale ou par voie électronique, au Conseil économique, social et environnemental. Elle est présentée dans les mêmes termes par au moins 150 000 personnes âgées de seize ans et plus, de nationalité française ou résidant régulièrement en France. La période de recueil des signatures est d'un an à compter du dépôt de la pétition.
Les informations recueillies auprès des signataires afin de garantir leur identification sont précisées par décret en Conseil d’État, pris après avis de la Commission nationale de l'informatique et des libertés.
La pétition est adressée par un mandataire unique au président du Conseil économique, social et environnemental. Le bureau statue sur sa recevabilité au regard des conditions fixées au présent article et informe le mandataire de sa décision concernant la recevabilité de la pétition. A compter de cette décision, le Conseil dispose d'un délai de six mois pour se prononcer par un avis en assemblée plénière sur les questions soulevées par les pétitions recevables et sur les suites qu'il propose de leur donner.
L'avis est adressé au Premier ministre, au président de l'Assemblée nationale, au président du Sénat et au mandataire de la pétition. Il est publié au Journal officiel. »,

— Texte de l'article 4-1 en vigueur depuis le 1er avril 2021
En outre, depuis 2017, le CESE assure une veille des pétitions et a labellisé trois plateformes de pétitions en ligne : Avaaz, Change.org et MesOpinions.com.
En janvier et en octobre 2020 respectivement, à la suite des travaux d'un groupe de travail parlementaire sur la démocratie numérique, le Sénat et l'Assemblée nationale se sont aussi dotés de plateformes de pétitions en ligne : petitions.senat.fr et petitions.assemblee-nationale.fr. Toute personne inscrite sur le registre national d’identification des personnes physiques de l’Institut national de la statistique et des études économiques (Insee) et disposant d’un compte FranceConnect peut déposer et signer une pétition. Toute pétition atteignant 100 000 signatures est mise en ligne sur le site de l'Assemblée nationale, une commission nomme un rapporteur qui peut proposer soit de classer la pétition, ou bien de la faire examiner et de faire un rapport. Lorsqu'une pétition atteint au moins 500 000 signatures, issues d'au moins 30 départements ou collectivités d'outre-mer, la Conférence des présidents de l'Assemblée peut organiser un débat public dans l'hémicycle. La signature d'une pétition sur ces plateforme n'est pas équivalente à la déclaration de soutien à une proposition de loi référendaire dans le cadre d'un référendum d'initiative partagée.
Au 26 juin 2025, 1893 pétitions avaient été émises sur le site de l'Assemblée nationale. La première pétition ayant dépassé le seuil des 100 000 signataire demandait la dissolution de la BRAV-M (Brigade de répression de l'action violente motorisée). Elle avait atteint 264 000 signatures. Elle a été classée sans rapport ni débat le 5 avril 2023,. Le 19 juillet 2025, une pétition demandant l'abrogation de la loi Duplomb devient la première à obtenir 500 000 signatures sur le site de l'Assemblée nationale,.
Au 19 juillet 2025, 671 pétitions avaient été émises sur le site du Sénat. Cinq ont atteint le seuil des 100 000 signataires. En 2021, une pétition demandant aux sénateurs de voter pour la proposition de loi visant à déconjugaliser l'allocation aux adultes handicapés devient la première à passer ce cap. En 2022, une pétition émanant de la Fédération nationale des chasseurs a conduit la commission des Finances à demander la mise en œuvre effective de la réduction fiscale des dons pour les associations commettant des infractions. La même année, la Commission des affaires économique examine des pétitions lancées par l'ASPAS et le Parti animaliste pour interdire le déterrage des blaireaux et la vénerie, et conclut que les arguments avancés ne sont pas fondés. En 2025, une réforme du calcul de la TVA est reporté après qu'une pétition en ce sens obtient 100 000 signatures.

### Royaume-Uni
Le Royaume-Uni dispose d'un mécanisme de pétition auprès du Parlement. En mars 2019, près de six millions de signatures d'opposants au Brexit ont été récoltées, demandant la révocation de la procédure de retrait du Royaume-Uni de l'Union européenne entamée le 29 mars 2017, en application de l'article 50 du traité sur l'Union européenne et le maintien du royaume au sein de l'Union européenne,.

### Suisse
En Suisse, la Constitution fédérale prévoit que « Toute personne a le droit, sans qu’elle en subisse de préjudice, d’adresser des pétitions aux autorités. Les autorités doivent prendre connaissance des pétitions » (article 33).